# Frederik August Paludan

Frederik August Paludan

Frederik August Paludan (* 11. Dezember 1792 in Kopenhagen; † 3. Januar 1872 ebenda) war ein dänischer Seeoffizier.

## Leben
Paludan stammte aus einer bekannten dänischen Pfarrerfamilie. Sein Vater war Peder Paludan (1755–1799), Kaplan an der Vor Frelsers Kirke in Kopenhagen. Auch seine Brüder Jens Jacob Paludan (1781–1856), Christian Carl Paludan (1792–1859) und Julius Ferdinand Paludan (1794–1879) wurden Offiziere, seine Schwester Louise Paludan (1789–1821) heiratete den Politiker Jesper Peter With.
Paludan begann 1804 als Kadett seine Ausbildung zum Seemann, wurde 1827 Kapitänleutnant und 1838 Kapitän. Er nahm an Fahrten nach Westindien und Südamerika teil.

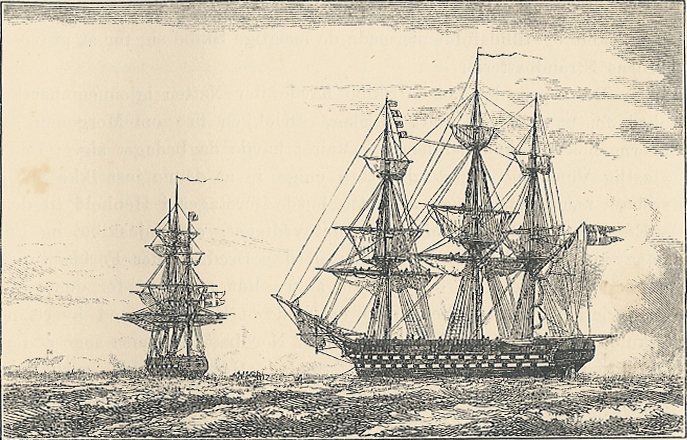
Linienschiff Christian VIII vor Anker (rechts) mit Gefion während der Beschießung der Strandbatterien von Eckernförde

Während der Schleswig-Holsteinischen Erhebung hatte Paludan das Kommando über das dänische Linienschiff Christian VIII. Im Gefecht bei Eckernförde am 5. April 1849 sollte Paludan gemeinsam mit der Segelfregatte Gefion und den beiden kleinen Dampfern Geiser und Hekla in die Eckernförder Bucht einlaufen, um mit einer Landung der Schleswig-Holsteinischen Armee in den Rücken zu fallen. Die Eckernförder Küstenbatterie unter Hauptmann Jungmann und Unteroffizier Preußer konnten die Christian VIII. und die Gefion manövrierunfähig schießen. Paludan musste die Flagge streichen lassen. Danach versuchten beide Seiten, die Schiffsbesatzungen von Bord zu holen. Während der Rettungsmaßnahmen explodierte Paludans Schiff und verursachte Tote auf beiden Seiten, u. a. starb Preußer.
Paludan befand sich bis August 1849 in deutscher Gefangenschaft, von April bis Juli 1850 kam er nach Verhandlung vor einem dänischen Kriegsgericht in Festungshaft. Er durfte nie wieder ein Schiff kommandieren.

## Auszeichnungen
- 1812: Ritter des Dannebrogordens
- 1844: Kommandeur des Dannebrogordens